# Босх, Эдит
Эдит Босх (нидерл. Edith Bosch; род. 31 мая 1980, Ден-Хелдер, Северная Голландия, Нидерланды) — голландская дзюдоистка выступавшая в категории до 70 кг, олимпийская медалистка, чемпионка мира, и четырёхкратная чемпионка Европы.

## Биография
Принимала участие в летних Олимпийских играх 2004 года в Афинах и завоевала серебряную медаль в весовой категории до 70 кг проиграв в финале японской дзюдоистке Масаэ Уэно.
В 2008 году на летних Олимпийских играх в Пекине в четвертьфинале победила известную американскую дзюдоистку Ронду Роузи, но в полуфинале опять проиграла японке Масаэ Уэно (в итоге завоевавшей вторую золотую медаль), в борьбе за третье место победила испанку Лейре Иглесиас и завоевала бронзовую медаль в весовой категории до 70 кг.
В 2012 году на летних Олимпийских играх в Лондоне вновь завоевала бронзовую медаль в весовой категории до 70 кг.

## Выступления на Олимпиадах
| Олимпиада   | Дисциплина              | Место   |
| ----------- | ----------------------- | ------- |
| Сидней 2000 | дзюдо, женщины до 70 кг | 7 место |
| Афины 2004  | дзюдо, женщины до 70 кг | 2 место |
| Пекин 2008  | дзюдо, женщины до 70 кг | 3 место |
| Лондон 2012 | дзюдо, женщины до 70 кг | 3 место |